# Guido De Ruggiero
Guido De Ruggiero (Napoli, 23 marzo 1888 – Roma, 29 dicembre 1948) è stato uno storico della filosofia, politologo e politico italiano.

## Biografia
Figlio di Eugenio De Ruggiero e di Filomena d'Aiello, si laureò nel 1910 in Giurisprudenza all'Università degli Studi di Napoli Federico II. Egli era particolarmente versato per gli studi filosofici e poté collaborare a riviste specializzate come La Cultura, la Rivista di filosofia e La Critica di Benedetto Croce, il quale favorì la pubblicazione, nel 1912, del suo primo lavoro d'impegno, La filosofia contemporanea.
Collaboratore del Resto del Carlino di Mario Missiroli e della Voce di Giuseppe Prezzolini, nel 1914 pubblicò in volume la Critica del concetto di cultura, cui Croce rimproverò la mancata distinzione tra cultura e falsa cultura. In filosofia, De Ruggiero fu sempre idealista, allievo inizialmente dell'attualismo di Gentile, per poi avvicinarsi a Croce senza però aderire al suo storicismo, mentre in politica fu liberale, pur non risparmiando critiche alla classe politica espressa dal Partito Liberale.
De Ruggiero tenne l'insegnamento di storia della filosofia prima presso l'Università di Messina (dal 1923), quindi presso la facoltà di magistero della Università di Roma (dal 1925).
Avendo aderito all'idealismo con Giovanni Gentile e successivamente con Benedetto Croce, la sua rivendicazione insieme a quest'ultimo dei valori del liberalismo lo rese un esponente di spicco dell'opposizione al fascismo nell'ambito intellettuale. Nel novembre del 1924 aderì all'Unione Nazionale di Giovanni Amendola; nel 1925 fu tra i firmatari del Manifesto degli intellettuali antifascisti, redatto da Benedetto Croce. Per non perdere la cattedra universitaria, nel 1931 prestò il giuramento di fedeltà al fascismo ma ciò non gli evitò di essere destituito dall'insegnamento alcuni anni dopo (1942) e poi arrestato. Fu liberato alla caduta del fascismo (luglio 1943).
In seguito fu rettore dell'Università di Roma dal 1943 al 1944. Il suo impegno politico si manifestò nel Partito d'Azione, al quale fu tra i primi ad aderire. Ricoprì l'incarico di Ministro della pubblica istruzione nel Governo Bonomi II (1944) e successivamente fu nominato deputato della Consulta Nazionale (giugno-settembre 1945).
Fu autore, tra le altre opere, di una imponente Storia della filosofia in 13 volumi, pubblicata tra il 1918 e il 1948, e di una Storia del liberalismo europeo pubblicata nel 1925, entrambe presso Laterza.
È stato anche presidente generale del Corpo Nazionale Giovani Esploratori Italiani (CNGEI).
Morì a Roma il 29 dicembre 1948. È sepolto nella cappella gentilizia di Brusciano, luogo d'origine della famiglia De Ruggiero. Sulla sua tomba è possibile leggere l'epitaffio scritto da Benedetto Croce:
nella storia del pensiero la potenza di libertà

costruttrice del mondo degli uomini, e, auspicando

in tempi oscuri il ritorno alla ragione,

fu alle nuove generazioni d'Italia

maestro ed apostolo di fede nell'umanità.»

## Opere
- Storia della filosofia. Parte I. La filosofia greca', voll. I-II, Bari, Laterza, 1918
- Storia della filosofia. Parte II. La filosofia del Cristianesimo, voll. I-II-III, Bari, Laterza, 1920
- Storia della filosofia. Parte III. Rinascimento, riforma e controriforma, voll. I-II, Bari, Laterza, 1930
- Storia della filosofia, Parte IV. La filosofia moderna., vol. I: L'età cartesiana, Bari, Laterza, 1933
- Storia della filosofia, Parte IV. La filosofia moderna., vol. II: L'età dell'Illuminismo, Bari, Laterza, 1939
- Storia della filosofia, Parte IV. La filosofia moderna., vol. III: Da Vico a Kant, Bari, Laterza, 1941
- Storia della filosofia, Parte IV. La filosofia moderna., vol. IV: L'età del Romanticismo, Bari, Laterza, 1943
- Storia della filosofia. Parte IV. La filosofia moderna, vol. V, Hegel, Bari, Laterza, 1947
- La filosofia contemporanea, Bari, Laterza, 1912
- Critica del concetto di cultura, Catania, Battiato, 1914
- La filosofia contemporanea, 2 voll., 2ª edizione, Bari, Laterza, 1920
- Il pensiero politico meridionale nel secolo XVIII e XIX, Bari, Laterza, 1921
- L'impero britannico dopo la guerra, Firenze, Vallecchi, 1921
- Storia del liberalismo europeo, Bari, Laterza, 1925
- La filosofia contemporanea, 2 voll., 3ª edizione, Bari, Laterza, 1929
- Filosofi del Novecento, Bari, Laterza, 1934
- L'esistenzialismo, Bari, Laterza, 1942
- Hegel, Bari, Laterza, 1958
- Scritti politici, 1912-1926, a cura di R. De Felice, Bologna, Cappelli, 1963
- Lezioni sulla libertà, a cura di F. Mancuso, Napoli, Guida Editore, 2007 ISBN 978-88-6042-281-1
- Carteggio Croce-De Ruggiero, a cura di A. Schinaia e N. Ruggiero, Bologna, Il Mulino, 2009 ISBN 978-88-15-12860-7
- Il ritorno alla ragione [1946], a cura di F. Mancuso e F. Postorino, Soveria Mannelli, Rubbettino, 2018 ISBN 978-88-49-85411-4
- Storia della filosofia greca, Padova, Primiceri Editore, 2020 ISBN 978-88-3300-186-9